# 职业玩家
职业玩家指以进行电子游戏谋生或赚取收入的人。

## 历史
2000年以后，电子游戏随着PC和互联网的普及得到迅速发展。电子游戏产业带来了一定的供需要求，于是诞生了专门以进行电子游戏为职业的职业玩家。围绕电子游戏（尤其是网络游戏和竞技类电子游戏）发展出了众多的商业行为。

## 工作行为分类
一个职业玩家可能是通过销售网络游戏中的虚拟货币赚取金钱，也可能是通过进行电子竞技比赛得到奖金为生。

### 网络游戏打金与代练
随着近年网络游戏和宽带的发展，网络游戏玩家人数上升，网络游戏消费额和市场逐年扩大，也形成了除了对游戏运营官方点卡等的需求外的额外需求。于是有玩家通过网上或网下进行交易，用真实货币购买游戏中的虚拟道具从而使自己的虚拟角色更加强大。于是有个人或组织专门以进行虚拟道具交易或者账号交易等方式赚取利益，这部分人通常被称为网络游戏职业玩家。
- 打金工作室
通过游戏收集虚拟道具或货币，然后交易售出获得收益的团体或个人。
- 网络游戏代练
一般是一种雇佣关系。普通玩家与代练团体签订合同，要求代练团体在某个时限内将特定的网络游戏账号升级到一个特定阶段，完成后付给费用。
- 其他交易方式
也可能会有其他的交易方式产生，比如直接交易网络游戏账号。

### 电子竞技选手
近年来随着像星际争霸此类电子竞技类游戏地发展，电子竞技已经成为新兴的竞技娱乐项目。由此产生了专门以进行电子竞技活动为职业的人。众多的电子竞技比赛和电子竞技战队可以为选手带来收入。

#### 知名选手
中国：
- Sky（李晓峰）
- TeD（曾卓）
- suhO（苏昊）
- xiaOt（孙力伟）
- Infi（王诩文）
- Fly100%（陆维梁）
- TH000（黄翔）

韩国：
- Moon（张载毫）
- FoV（赵大喜）
- Sweet（田正曦）
- Lucifer（鲁宰旭）
- SoJu（李圣道）
- Faker(李相赫)